# Culinária da Palestina
A culinária da Palestina consiste em alimentos originários ou comumente consumidos pelos palestinos, seja na Palestina, Israel, Jordânia, ou em campos de refugiados nos países vizinhos, ou pela diáspora palestina. A culinária é uma difusão das culturas das civilizações que se estabeleceram na região da Palestina, particularmente durante e após o califado, começando com a conquista árabe dos Omíadas, passando pelos Abássidas influenciados pelos persas e terminando com as fortes influências da culinária turca, resultantes da chegada dos turcos otomanos. É semelhante a outras culinárias levantinas, incluindo a libanesa, síria e jordaniana.
Os estilos de culinária variam, e os tipos de estilo de cozinha e ingredientes usados geralmente se baseiam no clima e na localização da região específica e nas tradições. O arroz e as variações de quibe são comuns na Galileia. A Cisjordânia envolve-se principalmente em refeições mais pesadas, envolvendo o uso de pão taboon, arroz e carne, enquanto os habitantes da planície costeira consomem frequentemente peixes, outros frutos do mar e lentilhas. A culinária de Gaza é uma variação da culinária levantina, mas é mais diversificada em frutos do mar e especiarias. Os habitantes de Gaza também consomem muitos pimentões. As refeições geralmente são feitas em casa, mas comer fora tornou-se comum, especialmente durante festas, onde são servidas refeições leves como saladas, molhos para pão e carnes espetadas.
A área também é lar de muitas sobremesas, variando entre aquelas feitas regularmente e as que são comumente reservadas para feriados. A maioria dos doces palestinos são pastéis recheados com queijos adoçados, tâmaras ou vários tipos de nozes, como amêndoas, nozes ou pistaches. As bebidas também podem depender dos feriados, como durante o Ramadã, onde sucos de alfarroba, tamarindo e damasco são consumidos ao pôr do sol. O café é consumido ao longo do dia e o álcool não é muito prevalente entre a população; no entanto, algumas bebidas alcoólicas como araque ou cerveja são consumidas por cristãos e alguns muçulmanos.

## História
A região do sul do Levante tem um passado variado e como tal, a sua gastronomia conta com contribuições de diversas culturas.
Depois que a área originalmente habitada por judeus, edomitas, moabitas e amonitas foi conquistada pelos muçulmanos no século VII, tornou-se parte de Bilad Xame sob o nome de Junde de Filastine. Portanto, muitos aspectos da culinária palestina são semelhantes aos da Síria – especialmente na Galiléia. Os pratos sírio-palestinos modernos têm sido geralmente influenciados pelo governo de três grandes grupos islâmicos: os árabes, os árabes de influência persa (iraquianos) e os turcos.
Os árabes que conquistaram a Síria e a Palestina inicialmente tinham tradições culinárias simples, baseadas principalmente no uso do arroz, do cordeiro, de iogurte e de tâmaras. Essa culinária não avançou por muitos séculos até a ascensão do Califado Abássida, que estabeleceu-se em Bagdá como sua capital e integrou elementos da culinária persa à culinária árabe existente. O geógrafo Mocadaci disse sobre os alimentos da Palestina:
Da Palestina vêm azeitonas, figos secos, passas, alfarroba... de Jerusalém vêm queijos e as célebres passas das espécies conhecidas como Ainuni e Duri, excelentes maçãs... também pinhões do tipo chamado 'Kuraish-bite', e não se encontra igual em nenhum outro lugar... de Sughar e Bete-Seã vêm tâmaras, o melaço chamado Dibs. 
A culinária do Império Otomano, que incorporou a Palestina em 1516, era parcialmente composta pelo que havia se tornado, na época, uma 'rica' culinária árabe. Após a Guerra da Crimeia, no ano de 1855, muitas outras comunidades, incluindo bósnios, gregos, franceses e italianos, começaram a estabelecerem-se na área, especialmente em centros urbanos como Jerusalém, Jafa e Belém. As culinárias dessas comunidades contribuíram para o caráter da culinária palestina, especialmente as comunidades dos Bálcãs.
Até por volta das décadas de 1950–1960, os principais ingredientes da culinária palestina, no setor rural, era composta por azeite de oliva, orégano e pão assado em um forno simples chamado taboon. O escritor G. Robinson Lees, escrevendo em 1905, observou que “o forno não fica na casa, ele tem um cômodo próprio, sendo propriedade conjunta de várias famílias, cujo dever é mantê-lo sempre quente”.

## Culinária regional
Na região da Palestina, existem três regiões culinárias principais na Palestina histórica: a Galileia, Gaza e a Cisjordânia (que possuem suas próprias sub-regiões culinárias que vão de norte a sul). Na Galileia, o triguilho e a carne (bovina ou de cordeiro) são os ingredientes principais que são frequentemente combinados para formar diversas variações de pratos que vão desde uma refeição familiar até um acompanhamento. No entanto, na Cisjordânia e na Faixa de Gaza, as populações possuem um estilo de culinária próprio. Na Cisjordânia, as refeições são particularmente pesadas e contrastam com as comidas do norte do Levante. Os pratos principais envolvem arroz, pães achatados e carnes assadas. O alimento básico dos habitantes da Faixa de Gaza é o peixe, devido à sua localização na costa do Mediterrâneo. Suas influências culinárias também são fortemente afetadas pela culinária egípcia tradicional e as pimentas, as sementes de endro e o alho são os temperos mais comuns. Embora a culinária seja diversificada, em geral os palestinos não se restringem aos alimentos de sua região específica e há uma constante difusão culinária entre eles – embora, devido ao isolamento de Gaza de outras áreas árabes palestinas e levantinas, seus estilos culinários sejam menos conhecidos na região.

### Galileia
Do ponto de vista culinário, a Galileia é altamente influenciada pela libanesa, devido à ampla comunicação entre as duas regiões antes do estabelecimento do Estado de Israel. A Galileia é especializada em uma série de refeições baseadas na combinação de triguilho, temperos e carne, conhecida como quibe pelos árabes. Kibbee bi-siniyyeh|Kibbee bi-siniyee é uma combinação de carne de cordeiro ou bovina picada misturada com pimenta, pimenta da Jamaica e outras especiarias, envolvida em uma crosta de triguilho e depois assada. O Kibee bi-siniyee pode servir como prato principal em um almoço palestino. O kibee neyee é uma variação do quibe que é servido como carne crua misturada com triguilho e uma variedade de temperos. É consumido principalmente como acompanhamento e o pão pita ou markook e é usado para servir a carne. As sobras geralmente são preparadas como uma refeição diferente no dia seguinte, como bolas de quibe fritas.
Uma refeição específica à base de arroz, chamada pilaf, é comum na Galileia e consiste em uma mistura composta por arroz com cordeiro picado e pinhões aromatizados com uma variedade de especiarias, acompanhada de uma perna de cordeiro ou frangos inteiros. Além disso, uma variedade de pratos compostos de almôndegas e batatas é consumida em ocasiões especiais. Shish kebab ou lahme mashwi e shish taouk são carnes grelhadas em espetos e são comumente consumidas após uma série de aperitivos conhecidos como meze.

### Cisjordânia

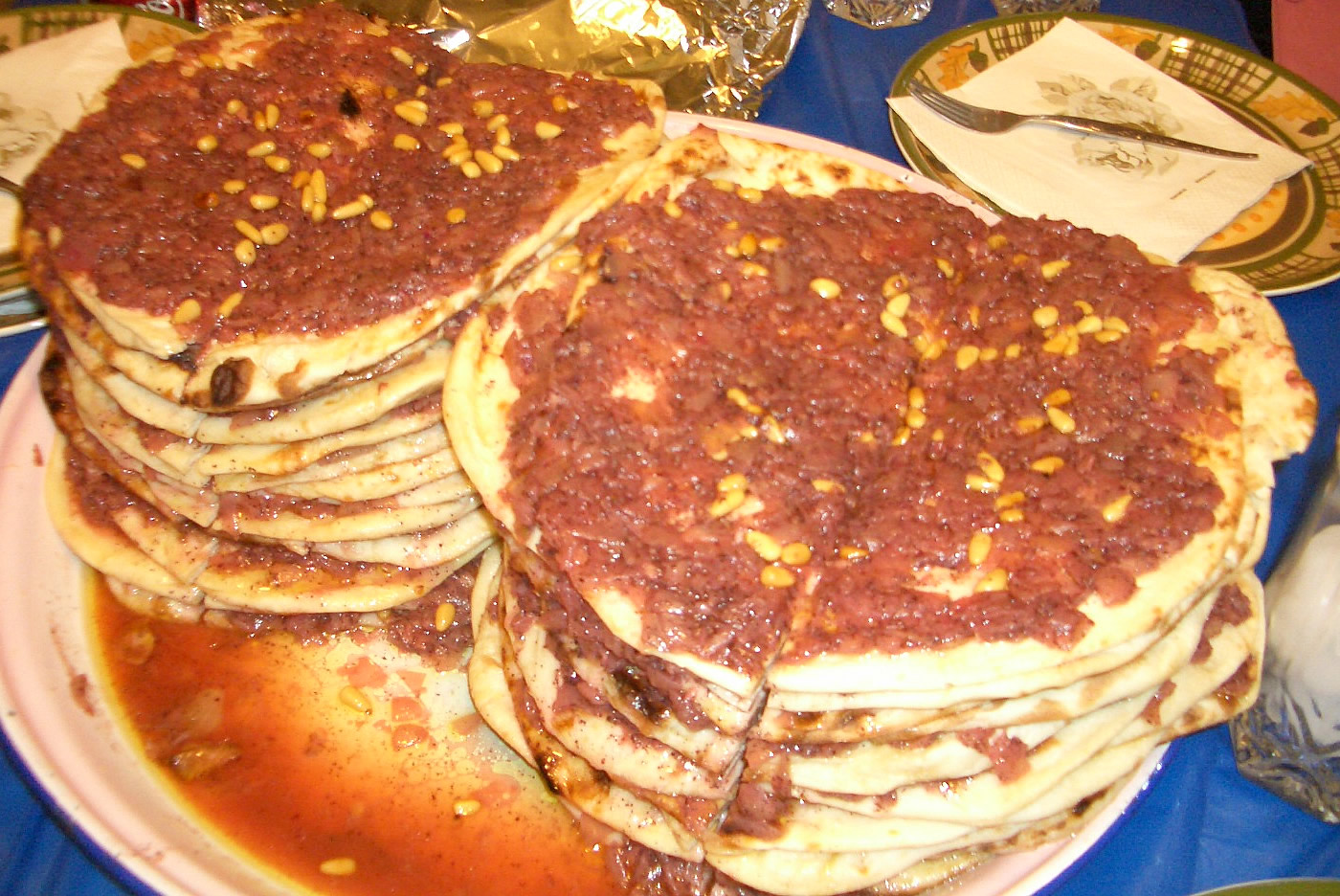
Musakhan

Musakhan é um prato principal comum que se originou nas áreas de Jenim e Tulcarém, ao norte da Cisjordânia. Consiste em um frango assado sobre um pão taboon que foi coberto com pedaços de cebola doce frita, rhus, pimenta da Jamaica e pinhões. Maqluba é uma caçarola de arroz e berinjela assada de cabeça para baixo misturada com couve-flor cozida, cenoura e frango ou cordeiro. A refeição é conhecida em todo a região do Levante, mas principalmente entre os palestinos. Sua origem remonta ao século XIII.

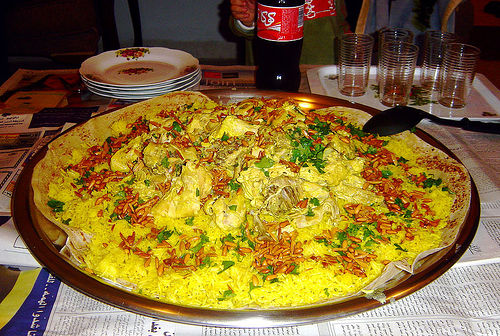
Mansaf.

O Mansaf  é uma refeição tradicional na região central da Cisjordânia e na região de Neguev, no sul da Cisjordânia, tendo suas raízes na população beduína da Jordânia. É preparada principalmente em ocasiões como feriados, casamentos ou grandes celebrações. O Mansaf é cozido como uma perna de cordeiro ou pedaços grandes de cordeiro em cima de um pão taboon que geralmente é coberto com arroz amarelo. Um tipo de iogurte espesso e seco de leite de cabra, chamado jameed, é derramado sobre o cordeiro e o arroz para dar a eles seu sabor e paladar distintos. O prato também é guarnecido com pinhões e amêndoas cozidos. A forma clássica de comer o mansaf é usando a mão direita. Por educação, os participantes do banquete rasgam pedaços de carne para entregar à pessoa ao seu lado.

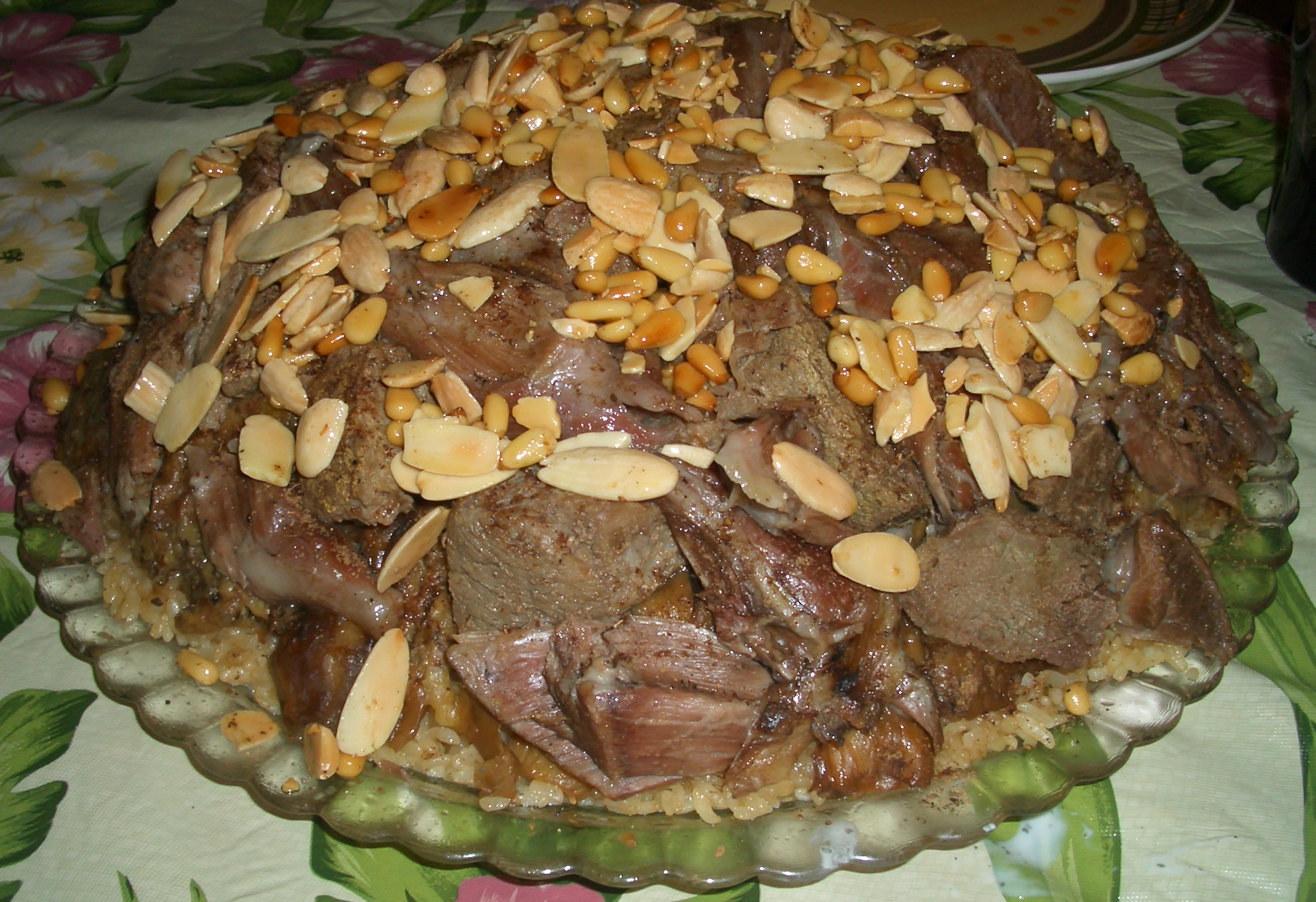
Maqluba com cordeiro.

Além das refeições, as diversas sub-regiões da Cisjordânia têm suas próprias geleias à base de frutas. Na área de Hebron, as principais culturas são as uvas. As famílias que vivem na região colhem as uvas na primavera e no verão para produzir uma variedade de produtos que vão desde passas, geleias e um melaço conhecido como dibs. A área de Belém (Beit Jala e Jifna, em particular) é conhecida regionalmente por seus damascos e geleias de damasco, assim como a área de Tulkarm por suas azeitonas e azeite de oliva.

### Gaza
A culinária da Faixa de Gaza é muito influenciada pelo limite territorial com o Egito e a culinária do país, além de sua localização próxima ao Mar Mediterrâneo. O alimento básico para a maioria dos habitantes da área é o peixe.
A Faixa de Gaza tem uma grande indústria pesqueira, sendo assim o peixe é frequentemente servido grelhado ou frito após ser recheado com coentro, alho, pimentão vermelho e cominho e marinado em uma mistura de coentro, pimentão vermelho, cominho e limões picados. Além de peixes, assim como outros tipos de frutos do mar, os estilos de culinária de Gaza são afetados pelas influências culinárias egípcias. Isso geralmente inclui o uso de pimentas, alho e acelga para dar sabor a muitas de suas refeições. Zibdieh é um prato de panela de barro que consiste em camarão assado em um ensopado de azeite de oliva, alho, pimentas e tomates pelados. Os caranguejos são cozidos e então recheados com uma pasta de pimenta vermelha chamada shatta.

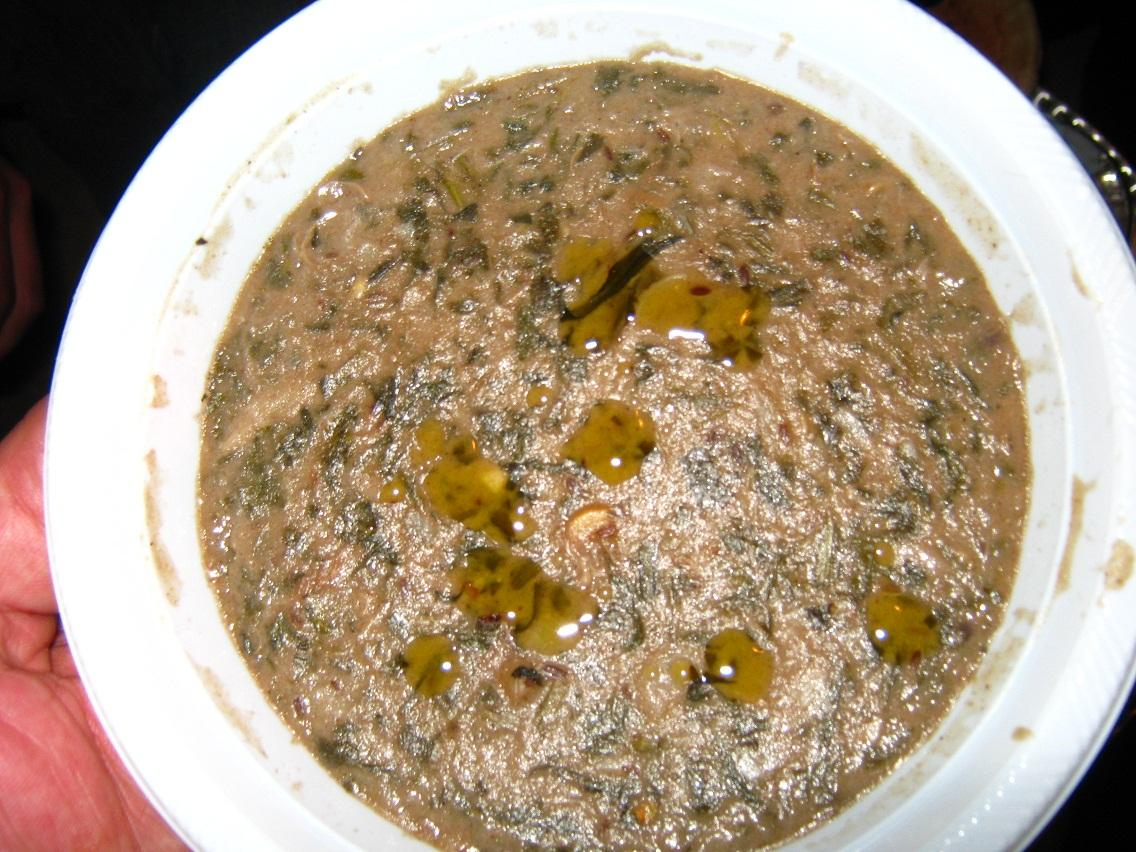
Sumaghiyyeh

Um prato nativo da área de Gaza é o sumaghiyyeh. A refeição consiste em rhus moído embebido em água misturado com tahine. A mistura é adicionada a acelga fatiada e pedaços de carne cozida e grão-de-bico e, em seguida, é aromatizada com sementes de endro, alho e pimentas. É frequentemente comido fresco com Khobz. Rummaniyya depende da época específica do ano e é feito de sementes de romã não maduras, beringela, tahina, alho, pimentas e lentilhas. Fukharit adas é um ensopado de lentilhas cozido lentamente aromatizado com flocos de pimenta vermelha, sementes de endro esmagadas, alho e cominho, tradicionalmente feito durante o inverno e o início da primavera.
O Qidra é um prato composto por arroz que leva o nome do grande recipiente de barro e do forno de barro usado para cozinhá-lo. No forno, o arroz é cozido com pedaços de carne, geralmente de cordeiro, dentes de alho inteiros, feijões garbanzo, vagens de cardamomo e várias outras especiarias, como açafrão-da-terra – que lhe dá uma cor amarela –, canela, pimenta da Jamaica, noz-moscada e cominho. O arroz simples cozido em caldo de carne ou frango e aromatizado com temperos suaves, inclusive canela, é conhecido como fatteh ghazzawiyyeh. Após ser cozido, o arroz é colocado em camadas sobre um pão fino markook conhecido como farasheeh, coberto com ghee (uma variação egípcia da manteiga) e coberto com frango ou cordeiro recheado. A refeição é consumida com pimentões verdes e molho de limão.

## Pratos

### Pães

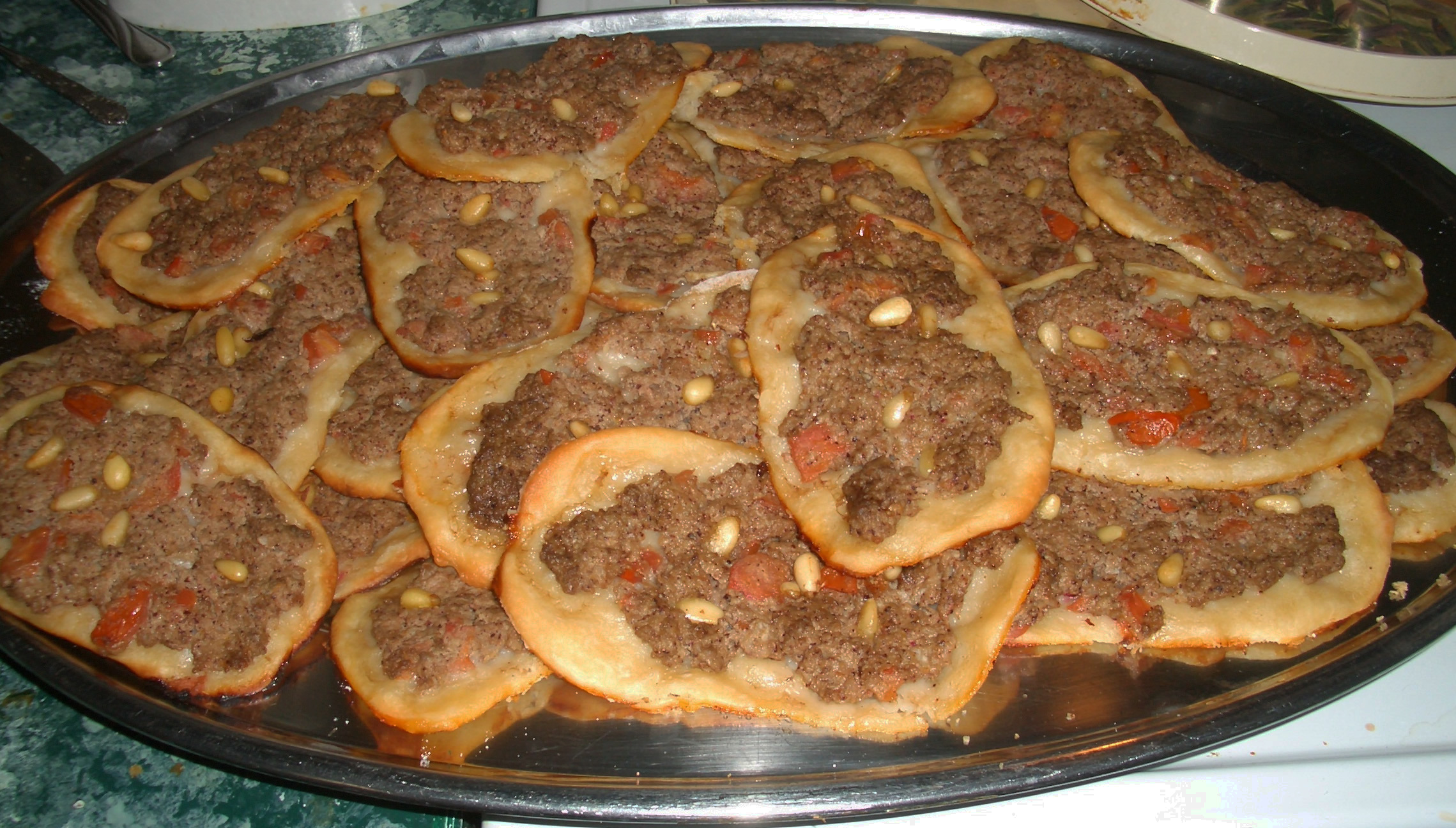
Esfirra

Os palestinos assam uma variedade de tipos diferentes de pães: eles incluem khubz, pita, markook e taboon. O khubz é um pão comum e é muito semelhante ao pita. Muitas vezes, ele substitui os talheres; é rasgado em pedaços pequenos e usado para colher vários molhos, como hummus ou ful. O pão markook é um pão sem fermento fino como papel e, quando desdobrado, é quase transparente. O nome taboon vem dos fornos utilizados para assá-los.
Há vários tipos de sanduíches e alimentos semelhantes a pizza consumidos pelos palestinos, incluindo manaeesh, esfirra, fatayer e xauarma. O manaeesh é um pão achatado assado, geralmente coberto com za'atar e azeite de oliva. A chamuça e o fatayer são massas assadas ou, às vezes, fritas, recheadas com carne picada e cebola cozida ou snobar (pinhões). O fatayer geralmente é dobrado em triângulos e, ao contrário do simboseh, pode ser recheado com espinafre ou za'atar.
A esfirra é um pão achatado em miniatura assado, coberto com carne de cordeiro e pimentões vermelhos ou tomates cozidos. O xauarma é servida, na maioria das vezes, em um longo rolo dobrado de khubz envolto em cordeiro ou frango raspado, acompanhado de nabos e pepinos em conserva, tomates, cebolas e tahine. O xauarma também pode ser servido como fatias de cordeiro em um prato com tahine como acompanhamento. Faláfel são favas fritas apimentadas ou, às vezes, húmus, salsa e cebolas fritas em pequenos hambúrgueres. Geralmente são servidos e comidos embrulhados em khubz.

### Dolma
Pratos de Dolma são compostos por vegetais recheados, como berinjelas, abóboras pequenas, batatas, cenouras e abobrinhas, além de uma variedade de folhas, principalmente folhas de uva, folhas de repolho e, menos frequentemente, acelga. Mahashi requer delicadeza e tempo - a principal razão pela qual é preparado no dia anterior ao que será cozido e servido. Muitas mulheres da família participam do processo de enrolar e rechear os vegetais, reduzindo a quantidade de esforço individual necessário.

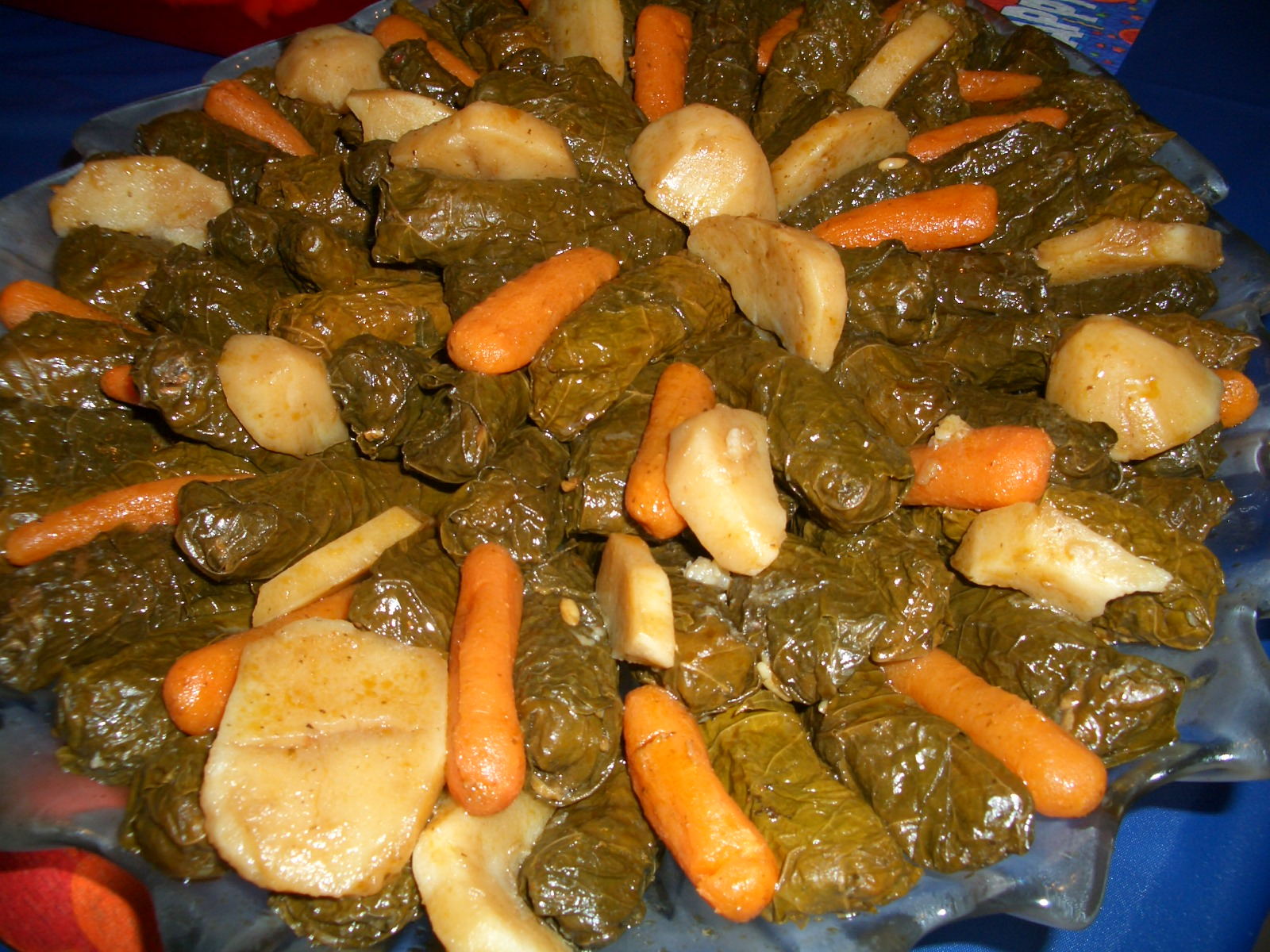
Uma porção familiar de waraq al-'ainib.

Waraq al-'ainib (folhas de uva; conhecido como dolma nos países ocidentais e balcânicos) é um prato de mahashi reservado para grandes celebrações. São folhas de uva normalmente enroladas em torno de carne moída, arroz branco e tomates picados; no entanto, a carne nem sempre é usada. O prato é então cozido e servido como dezenas de rolinhos em um grande prato, geralmente acompanhados por fatias de batata cozida, cenouras e pedaços de cordeiro. Kousa mahshi são abobrinhas recheadas com os mesmos ingredientes do waraq al-'ainib e geralmente servidas junto com ele em refeições pesadas. Se feitas com um grande número de abobrinhas, são conhecidas como waraq al-'ainib wa kousa.

### Molhos e acompanhamentos

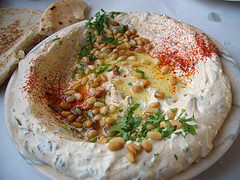
Um prato de homus, guarnecido com páprica, azeite e pinhões

Molhos de pão e acompanhamentos como húmus, baba ghanoush, mutabbel e labneh são frequentemente servidos durante refeições como o café da manhã e o jantar. O húmus, a palavra árabe para grão-de-bico, é comumente feito como hummus bi tahini. Os palestinos deixam o grão-de-bico de molho na água durante a noite e depois o fervem em uma panela por pelo menos uma hora. Os grãos moídos resultantes são misturados com tahine (pasta de gergelim) e, às vezes, limonada. É frequentemente azeitado em azeite de oliva e às vezes polvilhado com páprica, orégano e pinhões — este último é especialmente usado na Cisjordânia. A cidade de Abu Ghosh, a oeste de Jerusalém, é um destino popular de húmus para israelenses e turistas. O húmus também pode ser misturado, fervido ou cozido com ful (fava) e resulta em um prato completamente diferente chamado mukhluta que tem um sabor distinto e cor acastanhada.

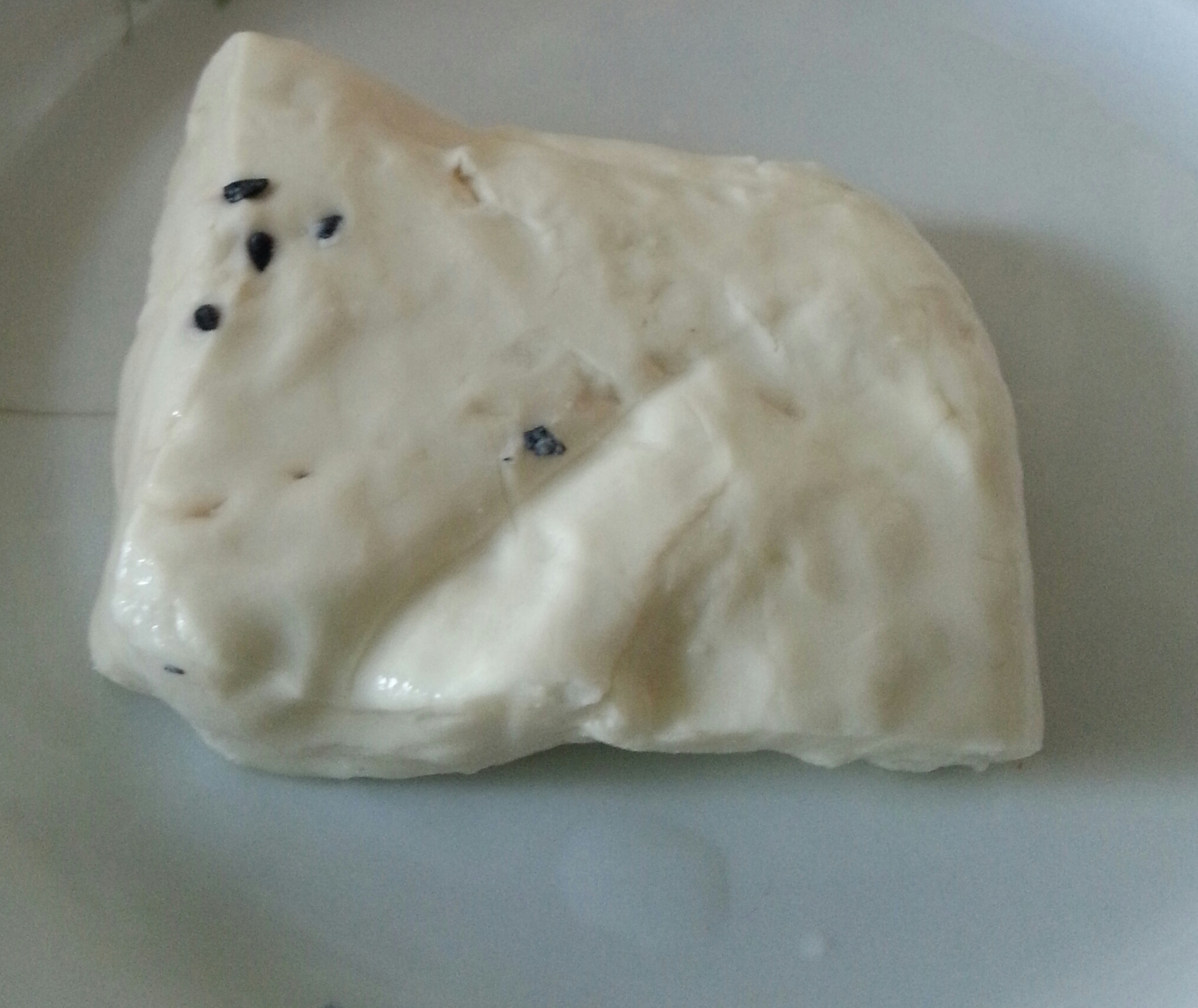
Naboulsi

Baba ghanoush é uma salada ou molho de beringela com várias variantes. A raiz de todas as variantes é a beringela grelhada e amassada e tahine azeitada ao azeite de oliva, que pode então ser aromatizada com alho, cebola, pimentão, sementes de cominho moídas, hortelã e salsa. Mutabbel é uma das variantes mais picantes que recebe seu sabor de pimentas verdes.
Jibneh Arabieh ou jibneh baida é um queijo branco de mesa servido com qualquer um dos pratos acima. O queijo Ackawi é uma variação comum do jibneh baida. O queijo Ackawi tem uma textura mais macia e um sabor levemente salgado. É originário da cidade do Acre — de onde vêm o nome Ackawi — na Galileia. Labneh é um queijo cremoso pastoso parecido com iogurte, servido em um prato com azeite de oliva e za'atar — geralmente chamado de labeneh wa za'atar - ou em um sanduíche com khubz.

### Saladas

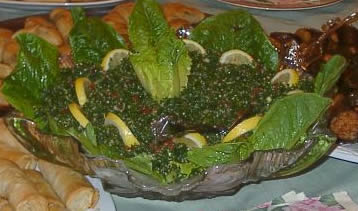
Tabule com alface e rodelas de limão

Uma salada ao estilo mediterrâneo feita no Levante é o tabule. A salada é composta de pedaços de salsa, triguilho, tomates em cubos, pepinos e é temperada com limonada e vinagre. No ano de 2006, a maior tigela de tabule do mundo foi preparada por cozinheiros palestinos na cidade de Ramalla, na Cisjordânia.
Outra salada popular é a Fatuche uma combinação de pedaços de khubz e salsinha com pepinos picados, rabanetes, tomates e cebolinhas e aromatizada com sumagre. Dagga é uma salada nativa de Gaza geralmente feita em uma tigela de barro sendo uma mistura de tomates amassados, dentes de alho, pimentas vermelhas, endro picado e azeite de oliva. É temperado por limonada imediatamente antes de ser servido.

### Sobremesas e doces

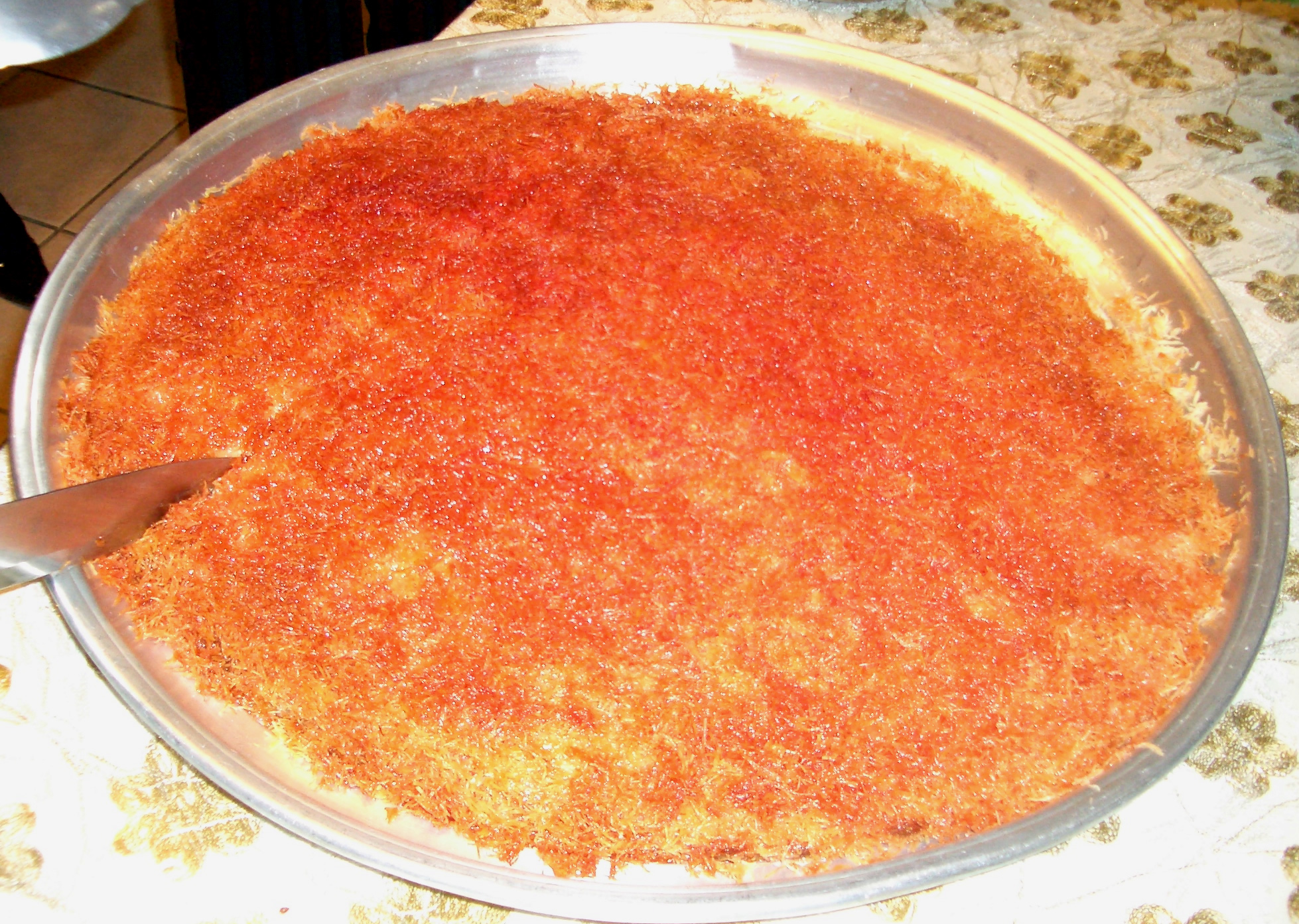
Kanfe

Sobremesas palestinas incluem baclava, halva e knafe, assim como outros doces de semolina e trigo. Baclava é uma massa feita de finas folhas de massa sem fermento, recheada com pistaches e nozes adoçadas com mel. Halva é um doce em bloco de farinha de gergelim adoçada, servido em fatias. Muhalabiyeh é um pudim de arroz feito com leite e coberto com pistaches ou amêndoas.
Knafe, uma sobremesa bem conhecida no Oriente Médio e na Turquia, originou-se na cidade de Nablus, no norte da Cisjordânia. É feita com vários fios finos de massa de macarrão com queijo adoçado com mel no centro. A camada superior da massa geralmente é tingida por laranja com auxílio de corante alimentar e polvilhada com pistaches triturados. Nablus é famosa por seu knafe, em parte devido ao uso de um queijo branco em salmoura chamado Nabulsi, em homenagem à cidade. Açúcar fervido é usado como xarope para o knafe.

### Lanches
É comum que os anfitriões palestinos sirvam frutas frescas e secas, nozes, sementes e tâmaras aos seus convidados. Melancia assada e salgada, sementes de abóbora e girassol, bem como pistaches e castanhas de caju, são leguminosas comuns. Sementes de melancia, conhecidas como bizir al-bateekh, são comidas regularmente durante várias atividades de lazer, como jogar baralho, fumar narguilé, conversar com amigos ou antes e depois das refeições.

## Rotina das refeições
A cultura e a vida palestinas giram em torno da comida em todos os aspectos, seja um dia comum ou em uma ocasião especial, como um casamento ou feriado. As refeições são estruturadas em uma ordem cíclica pelos palestinos e abrangem dois pratos principais e vários intermediários, como café, frutas e doces, bem como jantar. Como na maioria das culturas árabes, as refeições são um momento para ter um tempo com a família e podem durar de 1 a 2 horas, dependendo do horário específico do dia. Ao contrário de outras culturas, o almoço é o prato principal e o café da manhã e o jantar são mais leves em conteúdo.
- Iftur: (lit. 'café da manhã') é um termo para café da manhã, geralmente consiste em ovos fritos, azeitonas, labneh, azeite de oliva ou geleias. Hamús também é comido principalmente durante esse período do dia.[25]

- Gheda: é um termo para almoço, geralmente no final da tarde. O almoço é a refeição mais pesada do dia e os ingredientes principais podem incluir arroz, cordeiro, frango, vegetais cozidos e formas de mahashi.[25]

- Asrooneh: Deriva da palavra 'Aasr (lit. 'tarde') é um termo para o consumo de uma variedade de frutas e legumes após gheda.[25]

- 'Asha: é um termo para jantar, geralmente comido a qualquer hora das 20h às 22h. 'Asha é mais simples que gheda e alguns alimentos consumidos incluem fatayer, hummus bi-tahini, uma variedade de saladas e uma omelete ao estilo levantino chamada ijee.[25]

- 'Hilew: Às vezes, depois ou logo antes de 'asha, assim como ao receber convidados, vêm vários doces. Baclava é comum e geralmente é comprado em confeitarias em vez de feito em casa, como muhallabiyeh.

- Shay wa Kahwe: Chá e café são servidos durante todo o dia antes, depois e entre iftur, gheda e 'asha.

## Comércio alimentício
- Restaurantes (Mata'im) — Oferece uma brilhante variedade de aperitivos frios conhecidos como meze. Notavelmente, homus bi-tahini, mukhluta, às vezes quase uma dúzia de variações de salada de beringela, tabule, fatuche, pimenta e saladas de repolho roxo e pratos preparados pelo chef são servidos. Bolinhas de quibe e esfirra são os principais aperitivos quentes disponíveis. Refeições pesadas raramente são fornecidas por restaurantes, ao invés vez disso, as entradas incluem shish kebab, shish taouk, costela de cordeiro e peitos de frango.[30]
- Cafeterias (al-Maqhah) — Servem bebidas quentes e refrigerantes e geralmente são restritos a clientes do sexo masculino, que participam de atividades de lazer, como jogar baralho ou gamão e fumar narguilé.[31]
- Mahal 'hilewayet  — Encontrados nas galerias das cidades e grandes vilas, oferecem uma grande variedade de doces comuns aos palestinos, como knafe, baclava e biscoitos com sabor de erva-doce. As lojas familiares costumam servir pelo menos um tipo de doce criado por elas mesmas.[32]
- Mahal falafel — Lanchonetes que oferecem principalmente falafel e xauarma com diversos conteúdos.[33][34]

## Bebidas
Existem duas bebidas quentes que os palestinos consomem: o café que é servido de manhã e durante todo o dia, enquanto o chá é tomado na parte da noite. O chá geralmente é aromatizado com na'ana (hortelã) ou maramiyyeh (sálvia). O café preferido geralmente é o café turco ou árabe. O café árabe não possui açúcar, mas é temperado com cardamomo. Os sucos de frutas caseiros também são uma bebida doméstica comum durante os dias quentes e durante o Ramadã, o mês sagrado para o jejum dos muçulmanos. Uma bebida quente feita de leite adoçado composta por nozes, flocos de coco e canela é conhecida como sahlab e é servida principalmente durante o inverno.
Uma bebida alcoólica amplamente consumida pelos cristãos palestinos e por muitos muçulmanos é o Araque. Trata-se de uma bebida alcoólica transparente com sabor de anis que é misturada com água para amolecê-la e dar-lhe uma cor branca cremosa. É consumida em ocasiões especiais como feriados, casamentos e confraternizações ou com o meze. A cerveja também é uma bebida consumida e a cidade palestina de Taybeh, no centro da Cisjordânia, contém a única cervejaria do território palestino. Além da cerveja comum, a cervejaria produz cerveja sem álcool para muçulmanos conservadores. Os refrigerantes também são comuns nos lares palestinianos e a cidade de Ramal contém uma fábrica de engarrafamento da Coca-Cola, enquanto Gaza, Hebrom e Nablus possuem centros de distribuição.

## Alimentos tradicionais
Há uma grande diferença entre os pratos palestinos consumidos diariamente em comparação com aqueles reservados para feriados, que incluem ocasiões familiares e religiosas, tanto para muçulmanos quanto para cristãos.

### Ramadã
No passado, durante o mês de jejum do Ramadã, o Musaher de uma cidade gritava e batia seu tambor para acordar os residentes da cidade para o suhoor (lit. 'do amanhecer') - geralmente bem cedo pela manhã, variando das quatro da madrugada até as seis da manhã. As refeições neste período são leves e os alimentos incluem labneh, queijo, pão e ovos fritos ou cozidos, além de vários líquidos para beber. O chamado do Almuadem para as orações do amanhecer sinalizou o início do sawm ou jejum.
A quebra do jejum do dia tradicionalmente começa com o breve consumo de tâmaras acompanhado de uma bebida gelada. Os palestinos produzem uma variedade de bebidas à base de frutas, incluindo os sabores tamar hindi ou tamarindo, sous ou alcaçuz, kharroub ou figueira e Qamar Eddine. Tamar hindi é feito mergulhando o tamarindo em água por muitas horas, depois coando, adoçando e misturando com água de rosas e limonada. O Kharroub é feito de forma semelhante, exceto que no lugar do tamarindo, é usada alfarroba. Qamar Eddine é feito de damascos secos fervidos em um líquido e resfriados.
O termo iftar tem um significado diferente no Ramadã, onde é usado para descrever a 'quebra do jejum', ao contrário de seu significado comum de café da manhã. O processo de 'Iftar' começa com sopa, feita de lentilhas, vegetais ou freekeh. A sopa Freekeh é feita de trigo verde rachado cozido em caldo de galinha. Há uma grande variedade de refeições servidas durante o iftar, desde pequenos pratos ou tigelas, pratos à base de vegetais ou saniyyehs (pratos grandes ou bandejas) de uma determinada carne. Pequenos pratos comuns na mesa de jantar são bamia – nome para quiabo em pasta de tomate, mloukhiyeh – um ensopado de Corchorus– ou maqali, uma variedade de tomates fritos, berinjelas, batatas, pimentões e abobrinhas. Pilaf ou freekeh simples são normalmente servidos junto com a carne do jantar. Cada família prepara comida extra para fornecer aos seus vizinhos e aos menos afortunados – que devem receber uma versão igual da comida consumida em casa.

### Doces de celebrações

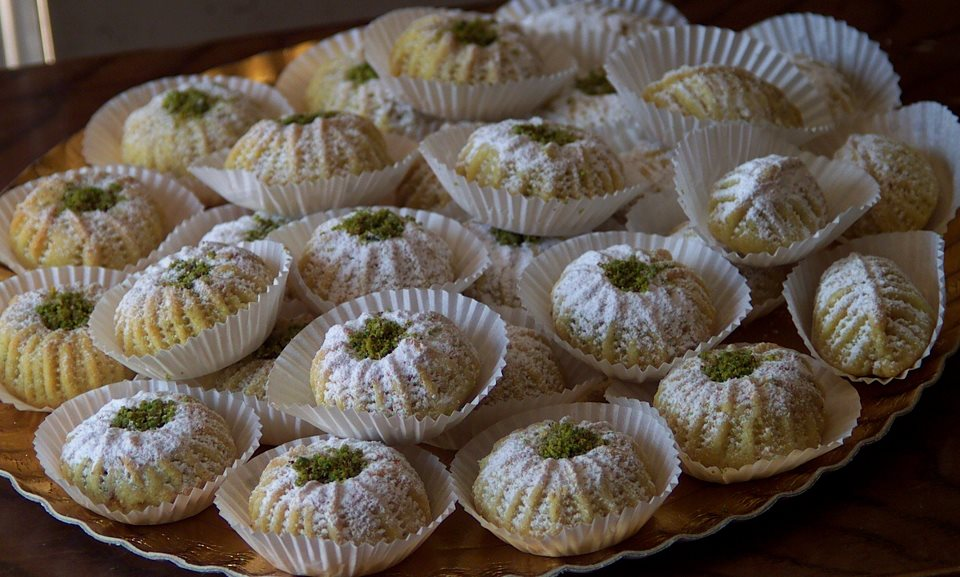
Receita palestina de Mahmoul.

Uma sobremesa palestina comum reservada apenas para o Ramadã é o Katayef, que é comercializado por numerosos vendedores ambulantes em várias grandes cidades ou vilas palestinas, bem como por famílias típicas palestinas. Katayef é o nome geral da sobremesa como um todo, mas mais especificamente, o nome da massa que serve de base para o doce. Após a massa ser despejada em uma chapa quente e redonda, semelhante a panquecas. A massa é recheada com queijo de cabra sem sal ou nozes moídas e canela. Em seguida, é assado e servido com calda quente de água com açúcar ou, às vezes, mel.
Mahmoul é uma massa de sêmola recheada com tâmaras moídas chamadas 'ajwa ou nozes. A sobremesa é uma refeição tradicional para os cristãos durante a Páscoa, no entanto, ka'ak bi awja também é preparado no final do Ramadã, para ser consumido durante o Eid al-Fitr — um festival muçulmano imediatamente após o Ramadã, bem como durante Eid al-Adha. Durante Mulude — o feriado que homenageia o nascimento do profeta islâmico Maomé - é servido Zalabieh, que consiste em pequenas bolas crocantes de massa frita mergulhadas em calda. A massa é feita de farinha, fermento e água.
Um pudim especial chamado mughli é preparado para um recém-nascido. A sobremesa é feita com arroz moído, açúcar e uma mistura de especiarias, guarnecida com amêndoas, pinhões e nozes. O dente novo de uma criança é comemorado com tigelas de trigo ou cevada adoçada e os doces servidos após a circuncisão de uma criança incluem baclava e Birmânia. As famílias cristãs em luto servem um pão doce conhecido como rahmeh. É um alimento consumido em memória dos mortos e como gesto de bênção à alma do falecido. A Igreja Ortodoxa Grega oferece uma bandeja especial com trigo cozido coberto com açúcar e doces após um serviço memorial.